# Karl Mitterdorfer
Karl Mitterdorfer (Gries-Quirein, 28 gennaio 1920 – Bolzano, 27 gennaio 2017) è stato un politico italiano della Südtiroler Volkspartei.

## Biografia
Mitterdorfer frequentò le scuole elementari italiane e l'istituto tecnico a Bolzano. Da ragazzo fece parte di un gruppo giovanile cattolico di lingua tedesca, proibito dalle autorità italiane. Dopo la maturità italiana lavorò, dal 1938, presso la Südtiroler Sparkasse (Cassa di risparmio di Bolzano). Nel corso delle Opzioni in Alto Adige, scelse nel 1939 di essere un optante per la Germania.  Nel 1940 fu chiamato a prestare servizio militare nella Luftwaffe. Nella seconda guerra mondiale fu ufficiale pilota da caccia a Jüterbog e fu decorato con la croce di ferro di seconda classe.
Dopo la guerra studiò scienze politiche all'università di Innsbruck e nel 1947 conseguì il dottorato col massimo dei voti. Dopo aver lavorato a Innsbruck, nel 1953 rientrò in Alto Adige dove fu assunto di nuovo dalla Cassa di risparmio di Bolzano. Mitterdorfer, membro della Schützenkompanie "Major Josef Eisenstecken" Gries, fu, tra il 1961 e il 1984, comandante regionale dello Südtiroler Schützenbund, che dopo gli attentati del 1962  dovette sospendere provvisoriamente l'attività. Fu membro fondatore del Südtiroler Kulturinstitut e del Michael-Gamper-Werk.
Tra il 1958 e il 1976 fu deputato per la Südtiroler Volkspartei alla Camera dei deputati, e tra il 1976 e il 1987 fu senatore. Dal 1969 al 1976 fu inoltre membro del parlamento europeo, e dal 1983 al 1988 membro della Parlamentarische Versammlung des Europarates. Dal 1977 al 1981 e dal 1990 al 1994 fu presidente della Föderalistischen Union Europäischer Volksgruppen (FUEV).
Mitterdorfer fu nominato 1980 senatore onorario dell'università di Innsbruck e dal 1984 fu comandante onorario del Südtiroler Schützenbund.

## Pubblicazioni
- Karl Mitterdorfer, Gert Ammann,  Wilhelm Nicolaus Prachensky - Aquarelle, Edition Galerie Maier, Innsbruck